# Irene Isidro
Irene Fernanda Aguiam Isidro (Évora, 4 de setembro de 1907 — Lisboa, 7 de abril de 1993) foi uma atriz portuguesa, condecorada com o grau de Comendador da Ordem do Infante D. Henrique.

## Biografia
Irene Isidro nasceu na cidade de  Évora 1907 e veio a morrer em Lisboa, em 1993. 
Estudou no Conservatório e iniciou a sua carreira como atriz/cantora fazendo teatro declamado, teatro de revista e comédia. Foi nos anos 30/40 que mais se destacou.
Foi das primeiras mulheres a fumar e a conduzir automóvel em Portugal.

## Televisão
- 1962 - O Antiquário
- 1962 - As Solteironas dos Chapéus Verdes
- 1962 - Um Herói Anónimo
- 1962 - Fumo Sem Fogo
- 1963 - Daqui Fala o Morto
- 1963 - A Barraca
- 1965 - A Menina Feia
- 1965 - O Bosque
- 1965 - Histórias Simples da Gente Cá do Meu Bairro
- 1965 - Uma História Por Semana
- 1966 - Os Sornas
- 1968 - Grandes Floridas
- 1977 - O Gebo e a Sombra
- 1977 - Tá Mar
- 1981 - O Gato
- 1986 - O Anel Mágico
- 1987 - Cacau da Ribeira
- 1989 - O Jantar
- 1992 - Passa por Mim no Rossio

## Cinema
Entre a sua filmografia encontram-se: 
- 1961 - Raça de Augusto Fraga
- 1930 - Lisboa, Crónica Anedótica de Leitão de Barros

## Teatro
- 1939 - A Vida é Assim - Teatro Avenida[7]
- 1947 - Aquela Santa Senhora... - Teatro Apolo[8]
- 1951 - Aguenta-te Zé! - Teatro Apolo[9]
- 1952 - A Rosa Brava - Teatro Apolo[10]
- 1954 - Lua de Mel Entre Três! - Teatro Monumental[11]
- 1955 - Ó Zé Aperta o Laço! - Teatro Maria Vitória[12]
- 1958 - Abaixo as Saias - Teatro Maria Vitória[13]
- 1961 - A Tia de Charley - Teatro Monumental[14]
- 1963 - O Gato - Teatro Monumental[15]
- 1967 - A Casa de Irene - Teatro Monumental[16]
- 1968 - Agarra Que É Milionário - Teatro Villaret[17]
- 1972 - P'rá Frente Lisboa! - Teatro Monumental[18]
- 1973 - Sexo Nunca, Somos Britânicos! - Teatro Capitólio[19]
- 1975 - A Gaiola das Loucas - Teatro Villaret[20]
- 1978 - Auto da Geração Humana - Teatro Nacional D. Maria II[21]
- 1982 - Pedro, o Cru - Teatro Nacional D. Maria II
- 1983 - Auto de Vicente Anes Joeira - Teatro Nacional D. Maria II
- 1984 - A Carroça do Poder - Teatro Nacional D. Maria II
- 1985 - O Morgado de Fafe em Lisboa - Teatro Nacional D. Maria II
- 1991 - Passa Por Mim no Rossio - Teatro Nacional D. Maria II

## Homenagens
A 9 de junho de 1993, foi agraciada, a título póstumo, com o grau de Comendador da Ordem do Infante D. Henrique.
Possui desde 1994 uma rua com o seu nome no Bairro do Caramão da Ajuda, em Lisboa. O seu nome também parte da toponímia da Amadora, de Barcarena e Corroios. 